# Ceglédbercel
Ceglédbercel è un comune dell'Ungheria di 4.548 abitanti (dati 2001) situato nella contea di Pest, nell'Ungheria settentrionale.